# Лехітські племена

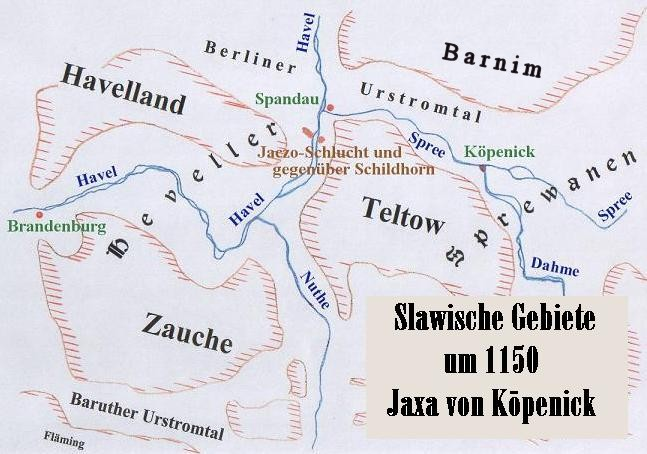
Розселення слов'ян на землях, що тепер відносять до Берліна бл. 1150 р.

Лехітські племена, лехіти — група західнослов'янських племен, що разом із чеськими й лужицькими племенами власне й утворювала західнослов'янський масив. Лехітські племена діляться на три групи: польські племена, полабські племена й поморські племена.
До цієї групи належать:
- Польські племена
  - Південні поляки
    - Вісляни
    - Лендзяни (ляхи)
    - Слензани — шлежани

  - Поляни
    - Поляни як плем'я
    - Ґопляни
    - Мазовшани
- Поморяни
- Полабські слов'яни
  - Велети
  - Ободрити
  - Лужичани